# Markgrevskabet Montferrat
|  | Manglende infoboks Nogle af informationerne i denne artikel kunne med fordel samles eller opsummeres i en infoboks, som det anbefales i stilmanualen. |

Montferrat (italiensk: Monferrato) var et markgrevskab i Piemonte, beliggende mellem Torino og Genova. Det blev i 1573 ophøjet til et hertugdømme.
45°08′N 8°27′Ø / 45.13°N 8.45°Ø